# Lubarda
Lubarda (en cyrillique : Лубарда) est une localité de Bosnie-Herzégovine. Elle est située dans la municipalité de Bužim, dans le canton d'Una-Sana et dans la fédération de Bosnie-et-Herzégovine. Selon les premiers résultats du recensement bosnien de 2013, elle compte 3 395 habitants.
Avant la guerre de Bosnie-Herzégovine, la localité faisait partie de la municipalité de Bosanska Krupa ; après la guerre et à la suite des accords de Dayton (1995), elle a été rattachée à la municipalité nouvellement créée de Bužim qui, comme Bosanska Krupa, est intégrée à la fédération de Bosnie-et-Herzégovine.

## Histoire
La Vieille mosquée de Lubarda a été construite en 1938 à l'emplacement d'une mosquée en bois ; avec son cimetière, elle est inscrite sur la liste des monuments nationaux de Bosnie-Herzégovine.

## Démographie

### Évolution historique de la population
| 1948 | 1953 | 1961  | 1971  | 1981  | 1991  | 2013  |
| ---- | ---- | ----- | ----- | ----- | ----- | ----- |
| -    | -    | 2 174 | 2 377 | 2 957 | 2 944 | 3 395 |

|  |